# Cigne trompeter
El cigne trompeter o cigne trompeta (Cygnus buccinator) és una espècie d'ocell de la família dels anàtids (Anatidae), el més gros membre de l'ordre dels Anseriformes.

## Descripció
D'adult fa uns 140-160 cm de llargada i pesa aproximadament 10-11 kg. Té el plomatge blanc, el coll llarg i el bec normalment negre. Les potes poden ser de diferents colors.

## Hàbitat i distribució
El seu hàbitat són els grans estanys poc profunds i els rius amples i lents al nord-oest i centre d'Amèrica del Nord.